# Kim Seong-hoon (réalisateur, né en 1974)
Ne doit pas être confondu avec Kim Seong-hoon (réalisateur, né en 1971).
Kim Seong-hoon (김성훈, né en 1974) est un réalisateur sud-coréen.
Il débute avec le drame musical My Little Hero en 2013. Son second film, Gongjo de 2017 avec Hyun Bin, est un énorme succès au box-office sud-coréen avec 7,8 millions d'entrées et des recettes de plus de 56,4 millions $. Le film est acheté dans 42 pays et territoires, dont les États-Unis, le Moyen-Orient, l'Inde, les Philippines, et la Mongolie,,.
Il sort ensuite Rampant avec de nouveau Hyun Bin, et Jang Dong-gun,.

## Filmographie
- 1999 : Love - assistant-réalisateur
- 2013 : My Little Hero - réalisateur[6]
- 2017 : Gongjo - réalisateur[7]
- 2018 : Rampant -  réalisateur